# 竹中站 (日本)
竹中站（日语：／ Takenaka eki */?）是位於大分縣大分市大字端登，九州旅客鐵道（JR九州）的豐肥本線車站。

## 歷史
- 1916年（大正5年）9月1日：犬飼輕便鐵道中判田至此站之間開通，此站啟用[2][4]。
- 1917年（大正6年）7月20日：此站至犬飼站之間開通[4]。
- 1928年（昭和3年）12月2日：路線改名為豐肥本線[4]。
- 1962年（昭和37年）10月1日：終止貨物起卸業務[5]。
- 1983年（昭和58年）11月30日：南熊本站至下郡站之間CTC化，此站成為無人車站[2][5]。
- 1987年（昭和62年）4月1日：伴隨國鐵分割民營化，車站由九州旅客鐵道（JR九州）營運[6][7][8][4]。
- 2017年（平成29年）
  - 9月17日：受到超強颱風泰利影響，阿蘇站至中判田站之間不能通行，車站暫停營業[9][10]。
  - 9月19日：中判田站至豐後竹田站之間安排代行的士運送[11][12]。
  - 10月2日：三重町站至中判田站之間重開[13]。

## 構造
車站是一座地面車站，設有1面2線的島式月台。古老的木造車站大樓已經撤走，兩月台之間設有站內平交道連接。此站是無人車站

### 月台
| 月台 | 路線      | 上下行 | 方向         |
| ---- | --------- | ------ | ------------ |
| 1、2 | ■豐肥本線 | 上行   | 豐後竹田方向 |
| 1、2 | ■豐肥本線 | 下行   | 大分方向     |

## 使用狀況
在2012年度，1日平均乘車人次為45人（比前年度多3人）。
| 乘車人次變化 | 乘車人次變化 |
| 年度         | 1日平均人次  |
| ------------ | ------------ |
| 2000         | 81           |
| 2001         | 72           |
| 2002         | 69           |
| 2003         | 70           |
| 2004         | 64           |
| 2005         | 61           |
| 2006         | 57           |
| 2007         | 47           |
| 2008         | 49           |
| 2009         | 43           |
| 2010         | 44           |
| 2011         | 48           |
| 2012         | 45           |

## 周邊
車站鄰近大野川，車站後方為山地。竹中地區中心距離車站南邊1公里以上。車站周邊設有小規模村落。最近越過大野川的橋樑距離車站1公里以上。
- 大分市立殯儀館
- 曹洞宗勝光寺（日语：勝光寺 (大分市)）
- 大分丘之上醫院
- 大分市立竹中小學
- 大分市立竹中中學
- 大分市立上戶次小學
- 大分縣立二豐學園（日语：大分県立二豊学園）

## 相鄰車站
九州旅客鐵道（JR九州）
■豐肥本線
犬飼－竹中－中判田

## 外部連結
- 竹中（車站資訊） - 九州旅客鐵道（日語）